# موریس سارتر
موریس سارتر (انگلیسی: Maurice Sartre؛ زادهٔ ۳ اکتبر ۱۹۴۴) مورخ اهل فرانسه در زمینه هلنیسم در خاورمیانه است.